# Коровчинський Віктор Мусійович
Ві́ктор Мусі́йович Коровчи́нський (* 10 (22) лютого 1890, село Бацмани (тепер Роменського району Сумської області) — † 19 лютого 1949, Москва) — український живописець.

## Життєпис
У 1910—1913 роках вчився в Київському художньому училищі. В 1914—1918— у Московському училищі живопису, скульптури та архітектури в К. Коровіна. В 1918—1930 роках жив у Ромнах, з 1930 — в Москві.
Член АХЧУ (Асоціація художників Червоної України) (1923—1929), Українського мистецького об'єднання — в 1929—1931 роках.

«Селяни»

Автор жанрових картин, портретів і пейзажів, твори:
- «Портрет матері» (1916),
- «Перше радіо на селі» (1920-і),
- «Будинок з мальвами» — 1925,
- «Селяни» (1927),
- «Клубна робота» — 1928,
- «Куткові збори» — 1929,
- «Колгоспний двір» — 1933,
- «Ремонт тракторів у МТС» — 1934,
- «Останні вісті» — 1943,
- «Початок осені» — 1946,
- «До школи» — 1948.

Картини Коровчинського зберігаються в Роменському краєзнавчому музеї.
Похований у Москві на Введенському кладовищі.

## Джерело
- Лексика [Архівовано 27 серпня 2016 у Wayback Machine.]